# يو إف سي على إي إس بي إن: كانونير ضد إيمافوف
يو إف سي على إي إس بي إن: كانونير ضد إيمافوف (بالإنجليزية: UFC on ESPN: Cannonier vs. Imavov) هو حدث لفنون القتال المختلطة نظمته يو إف سي، وأُقيم في 8 يونيو 2024، على كنتاكي لذيذ! سنتر في لويفيل، كنتاكي، الولايات المتحدة.